# Anarcs
Anarcs is een plaats (község) en gemeente in het Hongaarse comitaat Szabolcs-Szatmár-Bereg. Anarcs telt 2010 inwoners (2001).